# 尤沃诺·苏达索诺
尤沃诺·苏达索诺（1942年3月5日—），前外交官、政治科学和国际关系学作家。他是苏达索诺博士的儿子，苏达索诺博士为1940年代后期（第二届夏赫里尔内阁）的内政部长和社会事务部长。
尤沃诺·苏达索诺曾担任印度尼西亚大学国际关系学系主任和社会与政治科学系主任（1985年—1994年），并于1986年至1987年在纽约哥伦比亚大学公共和国际事务学院任教。

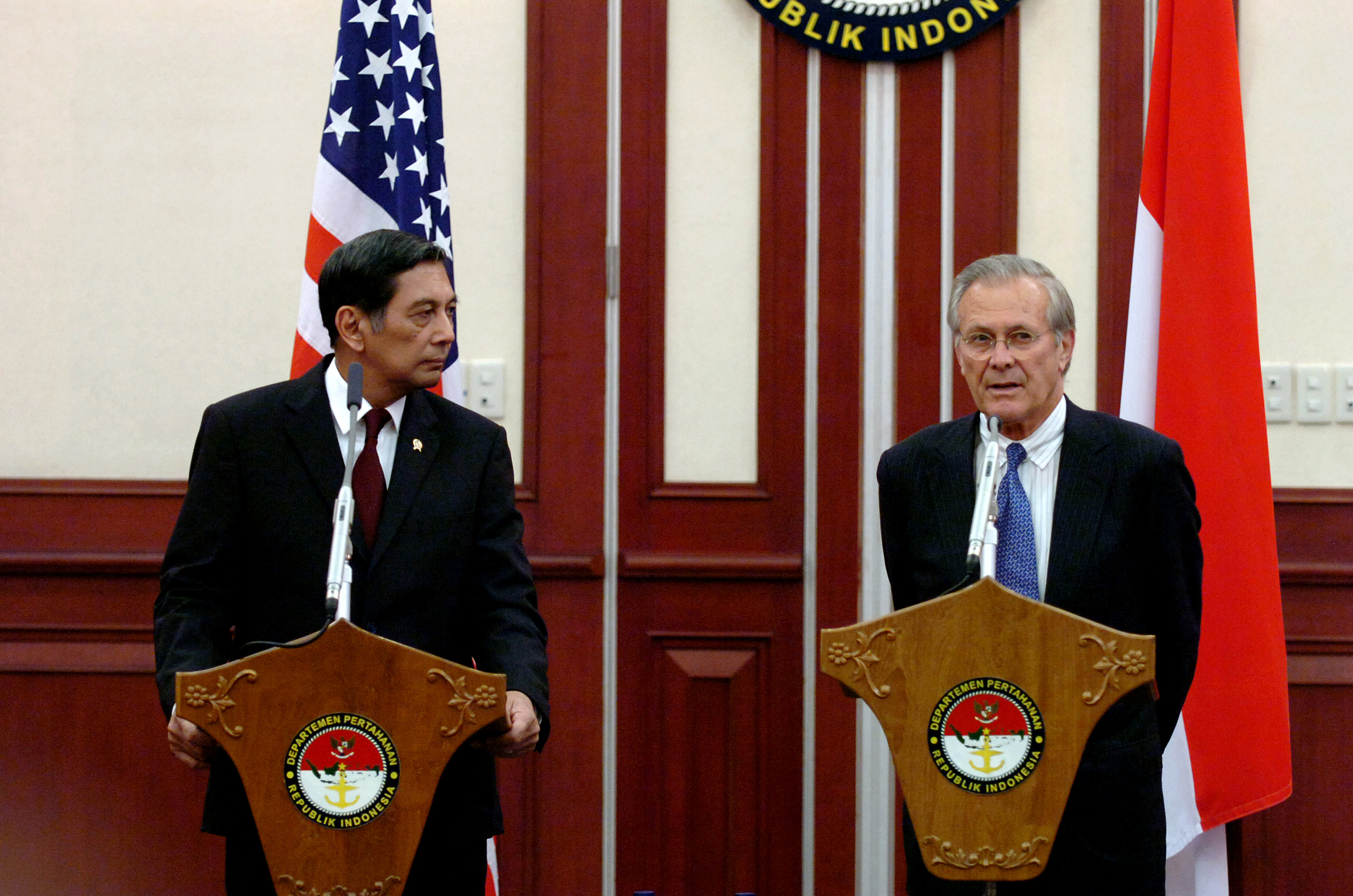
2006年6月7日尤沃诺·苏达索诺在雅加达与美国国防部长唐纳德·拉姆斯菲尔德会面

在公共事务方面，尤沃诺·苏达索诺曾于1995年—1998年担任国防学院（Lemhannas）副主管；在1998年蘇哈托总统任期内曾担任国家环境部长；1998年—1999年優素福·哈比比总统任期内曾担任教育和文化部长；1999年—2000年阿卜杜拉赫曼·瓦希德任内的国防部长；2003年—2004年梅加瓦蒂·苏加诺普特丽任内的驻英国大使；2004年—2009年苏西洛·班邦·尤多约诺任内的国防部长。